# 2013-as Junior Eurovíziós Dalfesztivál
A 2013-as Junior Eurovíziós Dalfesztivál volt a tizenegyedik Junior Eurovíziós Dalfesztivál, melynek Ukrajna fővárosa, Kijev adott otthont. A helyszín a kijevi Palace Ukraine volt. A versenyre 2013. november 30-án került sor. Az Eurovíziós Dalversennyel ellenben itt nem az előző évi győztes rendez, hanem pályázni kell a rendezés jogára. 2011 után másodszor fordult elő, hogy az előző évi győztes ország rendezte a dalfesztivált. A 2012-es verseny az ukrán Anasztaszija Petrik győzelmével zárult, aki a Nebo című dalát adta elő Amszterdamban.
12 ország erősítette meg a részvételét a dalfesztiválra, beleértve San Marinót, mely első alkalommal vett részt, Macedóniát, mely egy, és Máltát, mely két kihagyott év után tért vissza. Albánia, Belgium és Izrael pedig visszaléptek.

## A helyszín és a verseny

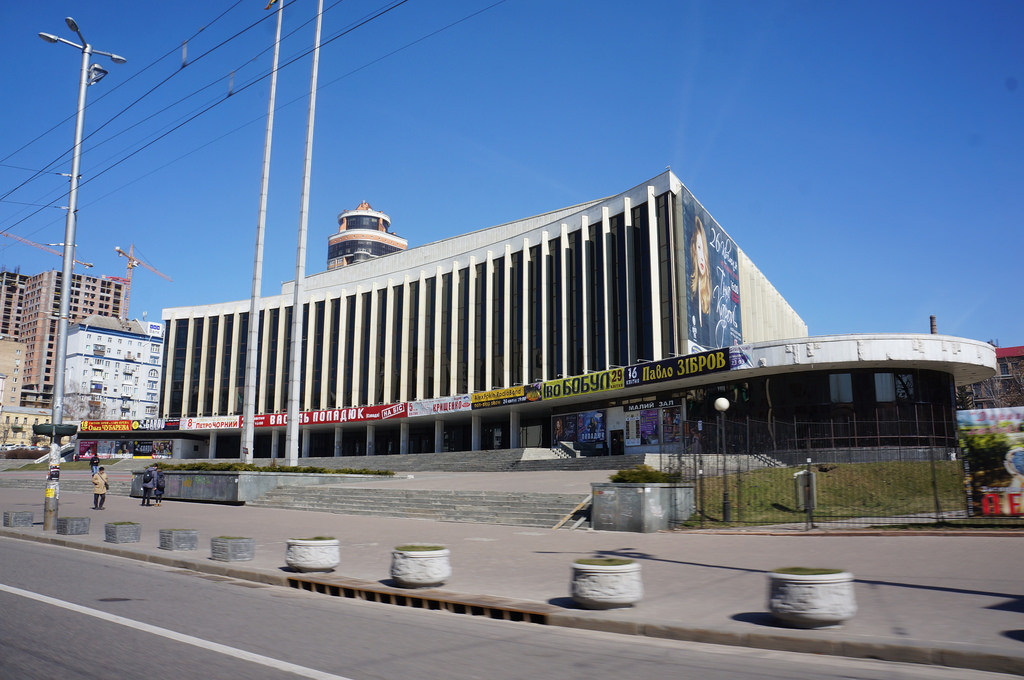
A Palace Ukraine

A verseny helyszínét 2013. február 6-án jelentette be az EBU. Azerbajdzsán, Belgium és Ukrajna közül utóbbi nyerte el a rendezés jogát, így Örményország után a második ország volt, amely a győzelmét követő évben rendezhette meg a dalfesztivált.
Ukrajna volt így a második ország (Hollandia után), mely második alkalommal volt a házigazda, ugyanis 2009-ben is ők rendezték a versenyt a Palace of Sportsban. Emellett Kijev volt az első város, amely másodjára adott otthont a versenynek. A pontos helyszín a kijevi Palace Ukraine volt, ami 3714 fő befogadására alkalmas.
Sorozatban másodszor fordult elő, hogy egy korábbi műsorvezető volt ismét a dalfesztivál házigazdája: Tyimur Mirosnicsenko 2009-ben Anyi Lorakkal együtt látta el ezt a feladatot. A 2013-as verseny másik műsorvezetője pedig Zlata Ohnevics volt, aki ebben az évben képviselte Ukrajnát a felnőttek versenyén.
Ez volt az első alkalom, amikor a győztes mellett a második és harmadik helyezettet is díjazták.
Ettől az évtől kezdve a benevezett dalok hosszúsága maximum 3 perc lehet, a felnőtt versenyhez hasonlóan. Korábban 2 perc 45 másodperc volt az időkorlát. Növelték a dalok előtt látható „képeslapok” hosszát is: a korábbi 30-40 másodperc helyett 50 másodpercesek voltak. Újítás volt az is, hogy a pontbejelentők nem az adott országból, hanem a helyszínről ismertették az eredményeket.
Változás volt az is, hogy a fellépési sorrendet nem a szervezők, hanem a résztvevők döntötték el, sorsolással.
A rajongók ebben az évben először rádión is követhették a versenyt.
Az ukrán köztársasági elnök, Viktor Janukovics 2013-at a Gyermeki Kreativitás Évének nyilvánította, erre utal a verseny mottója is: Be creative!, azaz Légy kreatív!.
Október 9-én mutatták be a verseny hivatalos logóját, ami egy puzzle-ből kirakott embert ábrázol.

## A résztvevők
Az országok augusztus 16-ig jelezhették részvételi szándékukat, de a határidőig nem jelentkezett annyi ország, amennyivel már meg lehetne rendezni a versenyt. Az EBU ezért tárgyalásokat folytatott több közép- és kelet-európai állammal, és október 7-én bejelentették, hogy a minimum létszámot jelentő tizenkét ország már biztosan részt fog venni a versenyen, de a hivatalos listát ekkor még nem hozták nyilvánosságra. Viszont egy október 17-én megjelent cikk azt állította, hogy tizenhárom ország vesz részt a versenyen, köztük egy debütáló ország. Azonban november 1-jén derült ki, hogy a lehetséges tizenharmadik résztvevő, Ciprus elutasította a részvételt, így tizenkét ország vett részt a versenyen.
Először vett részt a dalfesztiválon San Marino, mely már 2011-ben is jelentkezett, de végül nem indult el.
Belgium 2013. március 26-án jelentette be, hogy nem indulnak a 2013-as versenyen. Így ez volt az első Junior Eurovízió, amit a nyugat-európai ország nélkül rendeztek meg. Hozzájuk hasonlóan Albánia sem vett részt pénzügyi problémák miatt, és Izrael sem küldött versenyzőt Kijevbe, ellentétben Macedóniával és Máltával: előbbi egy, utóbbi pedig két kihagyott év után képviseltette magát a gyerekek versenyén.

## A szavazás

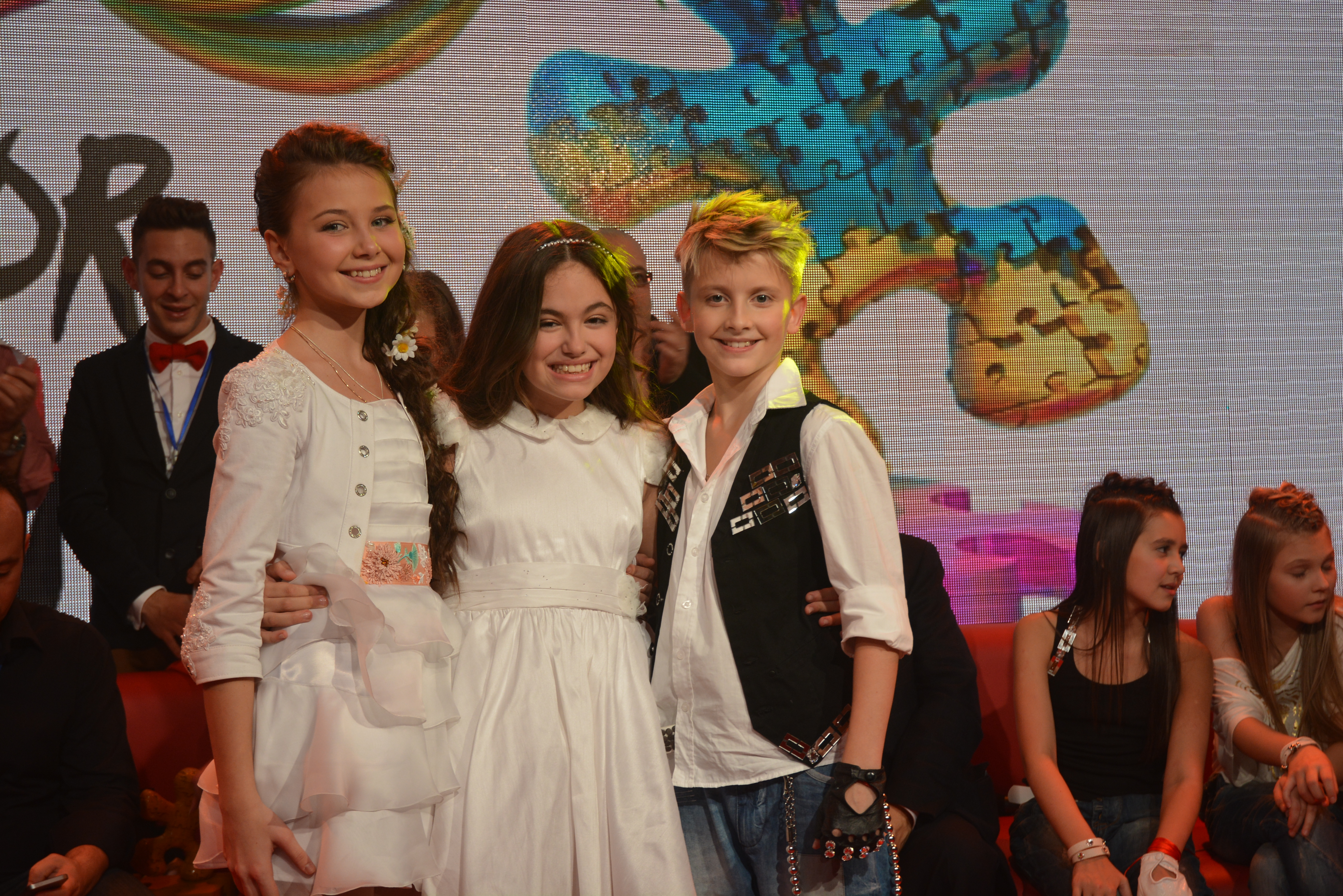
A dobogósok: Szofija Ukrajnából, Gaia Máltáról és Ilja Fehéroroszországból

A szavazás megegyezett a hagyományos versenyen alkalmazott szavazási rendszerrel, vagyis minden részt vevő ország és a gyerekekből álló zsűri a 10 kedvenc dalára szavaz, melyek 1-8, 10 és 12 pontot kapnak. A szóvivők növekvő sorrendben hirdették ki a pontokat.
Először a Gyerek Zsűri pontjait ismertette az előző évi győztes, Anasztaszija Petrik. A szavazatok alapján Málta került az élre.
Ezután következtek a részt vevő országok pontjai. A szavazás sorrendje a fellépési sorrend szerint alakult, vagyis Svédország volt az első és Oroszország az utolsó szavazó. A svédek öt pontjával Fehéroroszország megelőzte Máltát, de a nyolc ponttal ismét ők vezettek. Azerbajdzsán hat pontjával a fehéroroszok visszavették a vezetést, de a hét pont után Málta ismét az élre került. A tíz ponttal viszont Ukrajna vezetett. A tizenkét pont után pedig az orosz dal állt az élen. Az örmények nyolc pontjával a házigazda vezetett, a tíz ponttal Málta, a tizenkét ponttal pedig Oroszország. San Marino hét pontja után Málta, a nyolc ponttal pedig Oroszország vezetett. Macedónia nyolc és tizenkét pontjával hármas holtverseny alakult ki Oroszország, Málta és Ukrajna között. Az ukránok a hét ponttal Oroszországot, a tizenkét ponttal pedig Máltát helyezték az élre. Fehéroroszország nyolc pontjával Oroszország átvette a vezetést, de a tíz pont után Málta visszavette azt. A szigetország egészen az oroszok nyolc pontjáig megőrizte előnyét, de ekkor Ukrajna egy pillanatra átvette a vezetést, viszont a tíz pont eldöntötte a versenyt.
Málta első győzelmét aratta a gyerekek megmérettetésén, és egyben ez volt az első máltai győzelem bármely eurovíziós versenyen. Emellett a The Start a Junior Eurovízió első olyan győztes dala, melyet teljes egészében angol nyelven adtak elő.
A dal minden részt vevő országtól és a Gyerek Zsűritől is kapott pontot. (Ez rajtuk kívül csak a házigazda Ukrajnának, a harmadik helyezett Fehéroroszországnak, a nyolcadik helyezett Hollandiának és a negyedik helyezett Oroszországnak sikerült.) Emellett a Gyerek Zsűritől és négy országtól (Macedónia, Ukrajna, Moldova, Hollandia) gyűjtötték be a maximális tizenkét pontot.

## Döntő
| #  | Ország           | Nyelv          | Előadó            | Dal                     | Magyar fordítás                    | Helyezés | Pontszám |
| -- | ---------------- | -------------- | ----------------- | ----------------------- | ---------------------------------- | -------- | -------- |
| 01 | Svédország       | svéd           | Eliias            | Det är dit vi ska       | Ott megyünk                        | 9.       | 46       |
| 02 | Azerbajdzsán     | azeri, angol   | Rustam Karimov    | Me and My Guitar        | Én és a gitárom                    | 7.       | 66       |
| 03 | Örményország     | örmény, angol  | Monika            | Choco Factory           | Csokigyár                          | 6.       | 69       |
| 04 | San Marino       | olasz, angol   | Michele Perniola  | O-o-O Sole intorno a me | O-o-O Napfény körülöttem mindenhol | 10.      | 42       |
| 05 | Macedónia        | macedón        | Barbara Popović   | Ohrid i muzika          | Ohrid és a zene                    | 12.      | 19       |
| 06 | Ukrajna          | ukrán, angol   | Szofija Taraszova | We Are One              | Egyek vagyunk                      | 2.       | 121      |
| 07 | Fehéroroszország | orosz          | Ilja Volkov       | Poj szo mnoj            | Énekelj velem!                     | 3.       | 108      |
| 08 | Moldova          | román, angol   | Rafael Bobeica    | Cum să fim              | Hogy legyen?                       | 11.      | 41       |
| 09 | Grúzia           | grúz, angol    | Smile Shop        | Give Me Your Smile      | Add nekem a mosolyod!              | 5.       | 91       |
| 10 | Hollandia        | holland, angol | Mylène és Rosanne | Double Me               | Kettős én                          | 8.       | 59       |
| 11 | Málta            | angol          | Gaia Cauchi       | The Start               | A kezdet                           | 1.       | 130      |
| 12 | Oroszország      | orosz          | Dajana Kirillova  | Dream On                | Álmodj tovább!                     | 4.       | 106      |

## Ponttáblázat

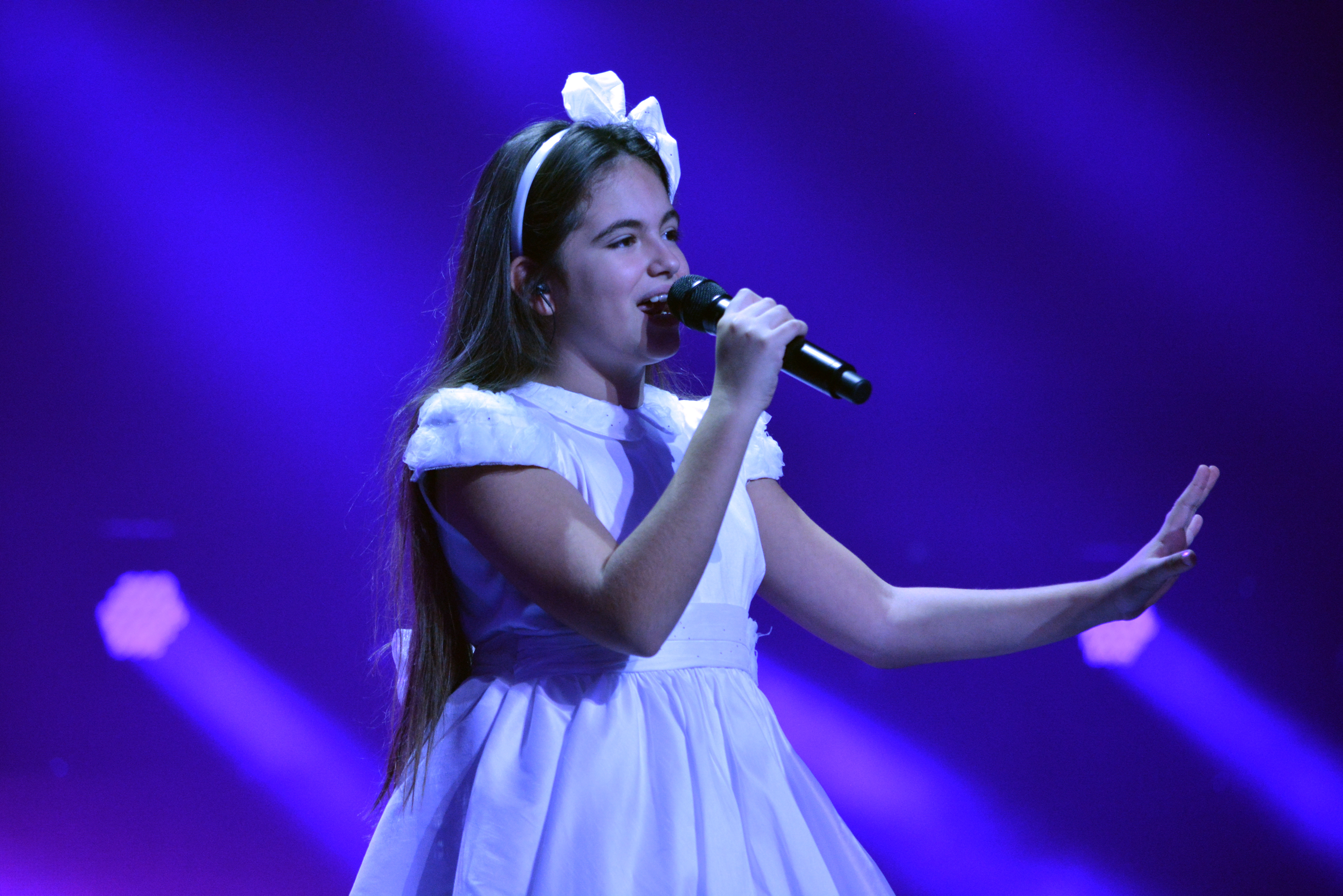
Gaia Cauchi, a verseny máltai győztese

|                  | Szavazók | Szavazók | Szavazók   | Szavazók     | Szavazók     | Szavazók   | Szavazók  | Szavazók | Szavazók         | Szavazók | Szavazók | Szavazók  | Szavazók | Szavazók    | Szavazók |
| Össz             | +12      | ZS       | Svédország | Azerbajdzsán | Örményország | San Marino | Macedónia | Ukrajna  | Fehéroroszország | Moldova  | Grúzia   | Hollandia | Málta    | Oroszország |          |
| ---------------- | -------- | -------- | ---------- | ------------ | ------------ | ---------- | --------- | -------- | ---------------- | -------- | -------- | --------- | -------- | ----------- | -------- |
| Svédország       | 46       | 12       | 1          |              | 4            | 3          | 5         | 1        | 2                | 5        | 6        | 1         | 4        |             | 2        |
| Azerbajdzsán     | 66       | 12       | 4          | 7            |              |            | 2         | 2        | 10               |          | 3        | 10        | 3        | 6           | 7        |
| Örményország     | 69       | 12       | 3          | 4            |              |            | 4         | 4        | 5                | 2        | 4        | 12        | 6        | 8           | 5        |
| San Marino       | 42       | 12       | 5          | 2            | 2            | 4          |           |          | 1                | 3        | 2        | 3         | 2        | 2           | 4        |
| Észak-Macedónia  | 19       | 12       |            | 1            | 1            | 2          |           |          |                  | 1        |          |           | 1        | 1           |          |
| Ukrajna          | 121      | 12       | 8          | 10           | 10           | 8          | 12        | 8        |                  | 12       | 7        | 7         | 7        | 12          | 8        |
| Fehéroroszország | 108      | 12       | 10         | 5            | 6            | 6          | 6         | 7        | 8                |          | 10       | 8         | 8        | 10          | 12       |
| Moldova          | 41       | 12       |            | 3            | 3            | 1          | 3         | 3        | 3                | 4        |          | 4         |          | 4           | 1        |
| Grúzia           | 91       | 12       | 7          |              | 8            | 7          | 10        | 10       | 6                | 7        | 8        |           | 5        | 5           | 6        |
| Hollandia        | 59       | 12       | 2          | 6            | 5            | 5          | 1         | 5        | 4                | 6        | 1        | 2         |          | 7           | 3        |
| Málta            | 130      | 12       | 12         | 8            | 7            | 10         | 7         | 12       | 12               | 10       | 12       | 6         | 12       |             | 10       |
| Oroszország      | 106      | 12       | 6          | 12           | 12           | 12         | 8         | 6        | 7                | 8        | 5        | 5         | 10       | 3           |          |

## 12 pontos országok
| Darab | Jutalmazott ország | Szavazó ország                                             |
| ----- | ------------------ | ---------------------------------------------------------- |
| 5     | Málta              | Gyerek Zsűri, Hollandia, Észak-Macedónia, Moldova, Ukrajna |
| 3     | Oroszország        | Azerbajdzsán, Örményország, Svédország                     |
| 3     | Ukrajna            | Fehéroroszország, Málta, San Marino                        |
| 1     | Fehéroroszország   | Oroszország                                                |
| 1     | Örményország       | Grúzia                                                     |

## A szavazás és a nemzetközi közvetítések

### A pontbejelentők

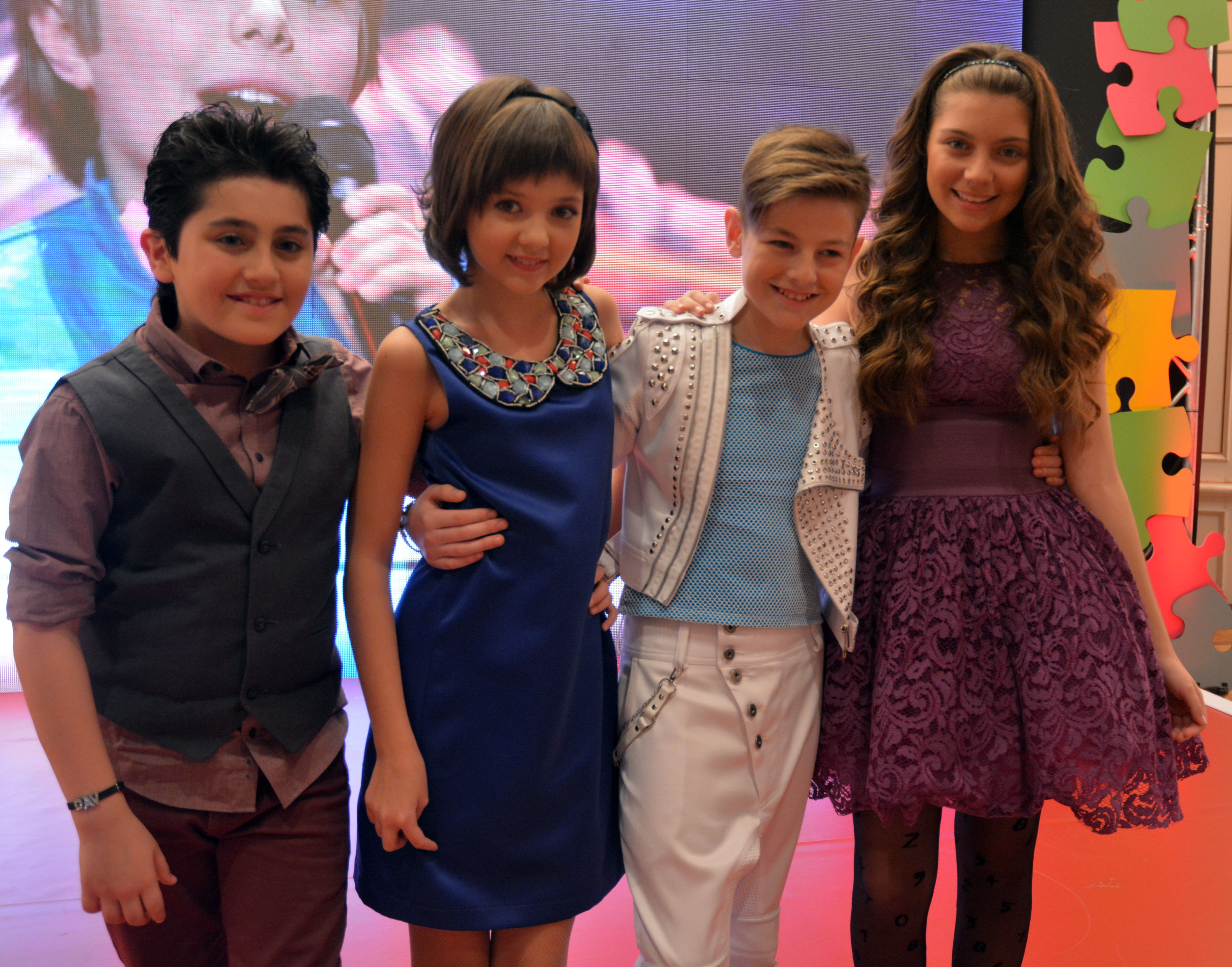
David Vardanján (Örményország), Marija Bakireva (Oroszország), Denis Midone (Moldova), Maxine Pace (Málta)

A pontbejelentők között volt három ország előző évi képviselője is: Denis Midone Moldovából, Lova Sönnerbo Svédországból és Anasztaszija Petrik, az előző győztes, aki a Gyerek Zsűri szavazatait ismertette.
| 1. Gyerek Zsűri – Anasztaszija Petrik 2. Svédország – Lova Sönnerbo 3. Azerbajdzsán – Ljaman Mirzalieva 4. Örményország – David Vardanján 5. San Marino – Giovanni 6. Észak-Macedónia – Szofija Szpaszenoszka 7. Ukrajna – Liza Arfus | 1. Fehéroroszország – Szasa Tkacs 2. Moldova – Denis Midone 3. Grúzia – Elene Megrelisvili 4. Hollandia – Alessandro Wempe 5. Málta – Maxine Pace 6. Oroszország – Marija Bakireva |

## Térkép

Részt vevő országok
Országok, melyek korábban részt vettek, de ebben az évben nem

### Kommentátorok
| Ország             | Kommentátor                                                                  | Közvetítő csatorna                     |
| ------------------ | ---------------------------------------------------------------------------- | -------------------------------------- |
| Ausztrália         | Andre Nookadu és Georgia McCarthy                                            | SBS Two (2013. december 1-jén)         |
| Azerbajdzsán       | Konul Arifkizi                                                               | İctimai Television                     |
| Chile              | Alejandro Quetzal                                                            | Radio Eclipse FM (2013. december 2-án) |
| Egyesült Királyság | Ewan Spence és Luke Fisher                                                   | 98.8 Castle FM                         |
| Fehéroroszország   | Anatolij Lipeckij                                                            | BTRC                                   |
| Görögország        | N/A                                                                          | DT                                     |
| Grúzia             | Natia Bunturi és Giorgi Grdzelishvili                                        | 1TV                                    |
| Hollandia          | Marcel Kuijer                                                                | AVRO                                   |
| Koszovó            | N/A                                                                          | RTK                                    |
| Észak-Macedónia    | Tina Teutović és Szpaszija Veljanoszka                                       | MKRTV                                  |
| Málta              | Corazon Mizzi és Daniel Chircop                                              | PBS                                    |
| Moldova            | Rusalina Rusu                                                                | TRM                                    |
| Oroszország        | Alekszander Gurevics                                                         | Carousel                               |
| Örményország       | Dalita és Vahe Kanamirján                                                    | Armenia 1                              |
| San Marino         | Lia Fiorio és Gilberto Gattei                                                | SMtv San Marino                        |
| Svédország         | Ylva Hällen és Edward af Sillén                                              | SVT Barnkanalen                        |
| Ukrajna            | Tatyjana Terekova (televízió)                                                | NTU                                    |
| Ukrajna            | Okszana Zelincsenko, Valerij Kiricsenko és Anasztaszija Jablonszkaja (rádió) | Radio Ukraine International            |

## Lásd még
- 2013-as Eurovíziós Dalfesztivál
- 2013-as Fiatal Táncosok Eurovíziója